# Horní Bradlo
Horní Bradlo település Csehországban, a Chrudimi járásban. Horní Bradlo Bojanov, Seč, Krásné, Libkov, Trhová Kamenice, Hodonín, Rušinov és Libice nad Doubravou településekkel határos. Lakosainak száma 421 fő (2024. január 1.).

## Népesség
A település lakosságának változását az alábbi diagram mutatja:
| Lakosok száma | 1264 | 1258 | 1171 | 848  | 659  | 476  | 454  | 443  | 426  | 421  |
|               | 1869 | 1890 | 1921 | 1950 | 1980 | 2001 | 2017 | 2019 | 2022 | 2024 |